# 宪法大道
宪法大道（Constitution Avenue）是美国华盛顿哥伦比亚特区西北区和东北区的一条主要的东西向街道。它最初称为为B街，其西段在1925-1933年间大大延长并加宽。1931年2月26日改为现名，宪法大道的西半部定义国家广场的北部边界，从美国国会大厦延伸到西奥多·罗斯福大桥。其东半部经过国会山和金曼公园等社区，结束于罗伯特·F·肯尼迪纪念体育场。大量的联邦部门总部，纪念馆和博物馆林立于宪法大道的西段。

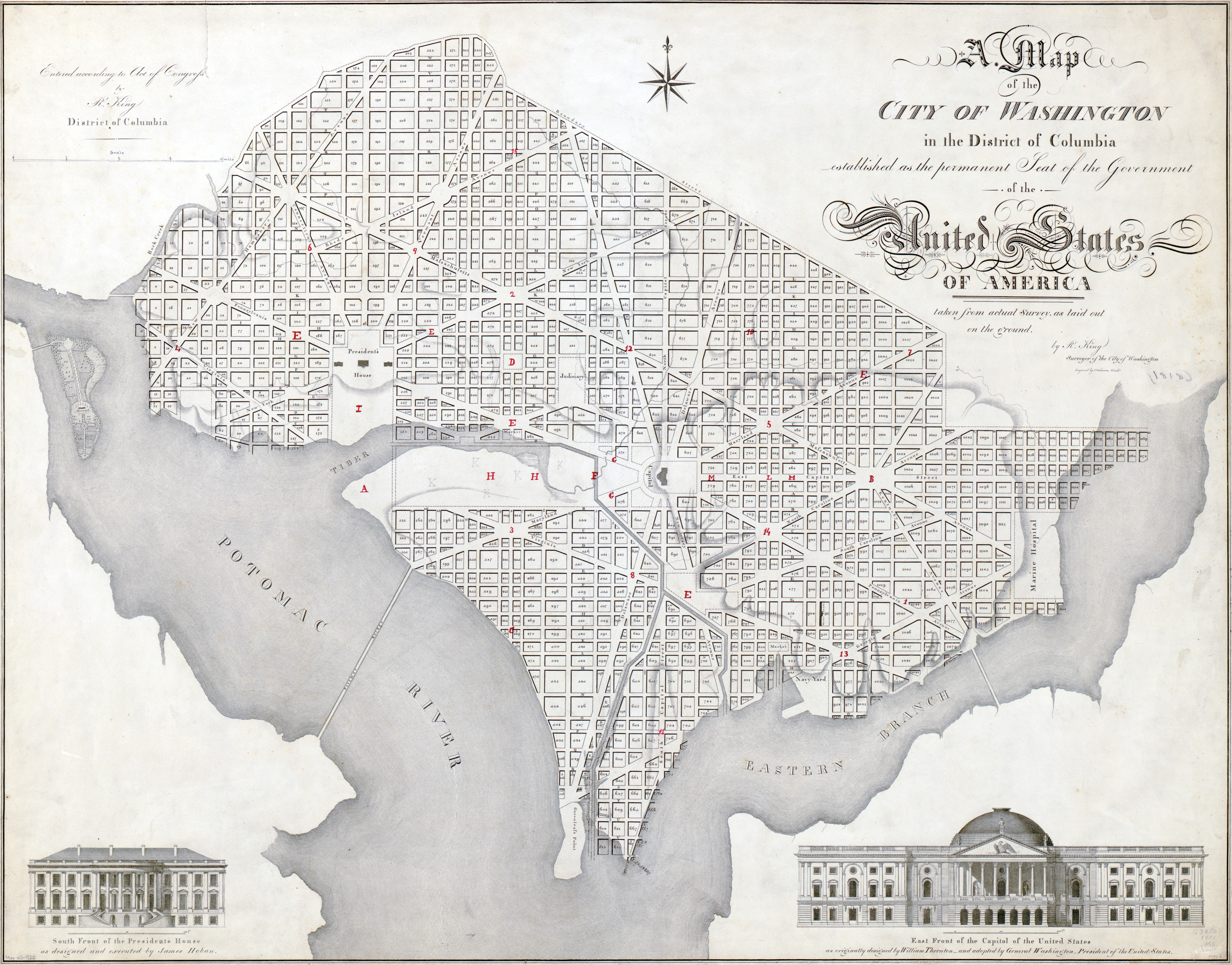
1818年地图